# Nhị Chiểu
Phường Nhị Chiểu là một phường thuộc thành phố Hải Phòng.

## Địa lý
Phường Nhị Chiểu có vị trí địa lý:
- Phía bắc và phía đông giáp tỉnh Quảng Ninh.
- Phía nam giáp phường Phạm Sư Mạnh, phường Kinh Môn và xã Việt Khê.
- Phía tây giáp phường Bắc An Phụ.

## Lịch sử
Địa giới phường Nhị Chiểu trước đây đa phần thuộc thị xã Kinh Môn, tỉnh Hải Dương.
Ngày 12 tháng 6 năm 2025, Quốc hội ban hành Nghị quyết số 202/2025/QH15 về việc sắp xếp đơn vị hành chính cấp tỉnh (nghị quyết có hiệu lực từ ngày 12 tháng 6 năm 2025). Theo đó, sáp nhập tỉnh Hải Dương vào thành phố Hải Phòng. Khu vực thành lập phường Nhị Chiểu thuộc thành phố Hải Phòng.
Ngày 16 tháng 6 năm 2025, Ủy ban Thường vụ Quốc hội bàn hành Nghị quyết sắp xếp các đơn vị hành chính cấp xã thuộc thành phố Hải Phòng năm 2025. Theo đó, sắp xếp toàn bộ diện tích tự nhiên, quy mô dân số của các phường Tân Dân, Minh Tân, Duy Tân và Phú Thứ thành phường mới có tên gọi là phường Nhị Chiểu.
Căn cứ theo đề án sắp xếp đơn vị hành chính cấp xã của thành phố Hải Phòng năm 2025, phường Nhị Chiểu được thành lập từ:
- Toàn bộ diện tích tự nhiên 13,58 km², quy mô dân số là 15.524 người của phường Minh Tân;
- Toàn bộ diện tích tự nhiên là 11,87 km², quy mô dân số là 11.889 người của phường Duy Tân;
- Toàn bộ diện tích tự nhiên là 8,85 km², quy mô dân số là 11.425 người của phường Phú Thứ;
- Toàn bộ diện tích tự nhiên là 4,98 km², quy mô dân số là 4.961 người của phường Tân Dân.

Phường Nhị Chiểu có diện tích tự nhiên là 39,28 km² (đạt 714,09% so với tiêu chuẩn) và quy mô dân số là 43.799 người (đạt 208,57% so với tiêu chuẩn).
Về tên gọi, phường lấy tên 1 trong số 4 khu vực địa lý của huyện Kinh Môn trước kia để đặt cho tên phường.